# CL0024+17
CL0024+17 è un ammasso di galassie, situato in direzione della costellazione dei Pesci, ad una distanza di circa 4 miliardi di anni luce.
CL0024+17 permette agli astronomi di indagare la distribuzione della materia oscura nello spazio. L'ammasso, ripreso dal Telescopio Spaziale Hubble nel 2004, mostra delle strie blu nei pressi del centro dell'immagine che sono da riferire ad alcune galassie molto distanti che non fanno parte di CL0024+17 e che appaiono distorte. Ciò è dovuto al fatto che la loro luce viene piegata ed amplificata dalla potente gravità dell'ammasso attraverso l'effetto chiamato lente gravitazionale.

## Materia oscura

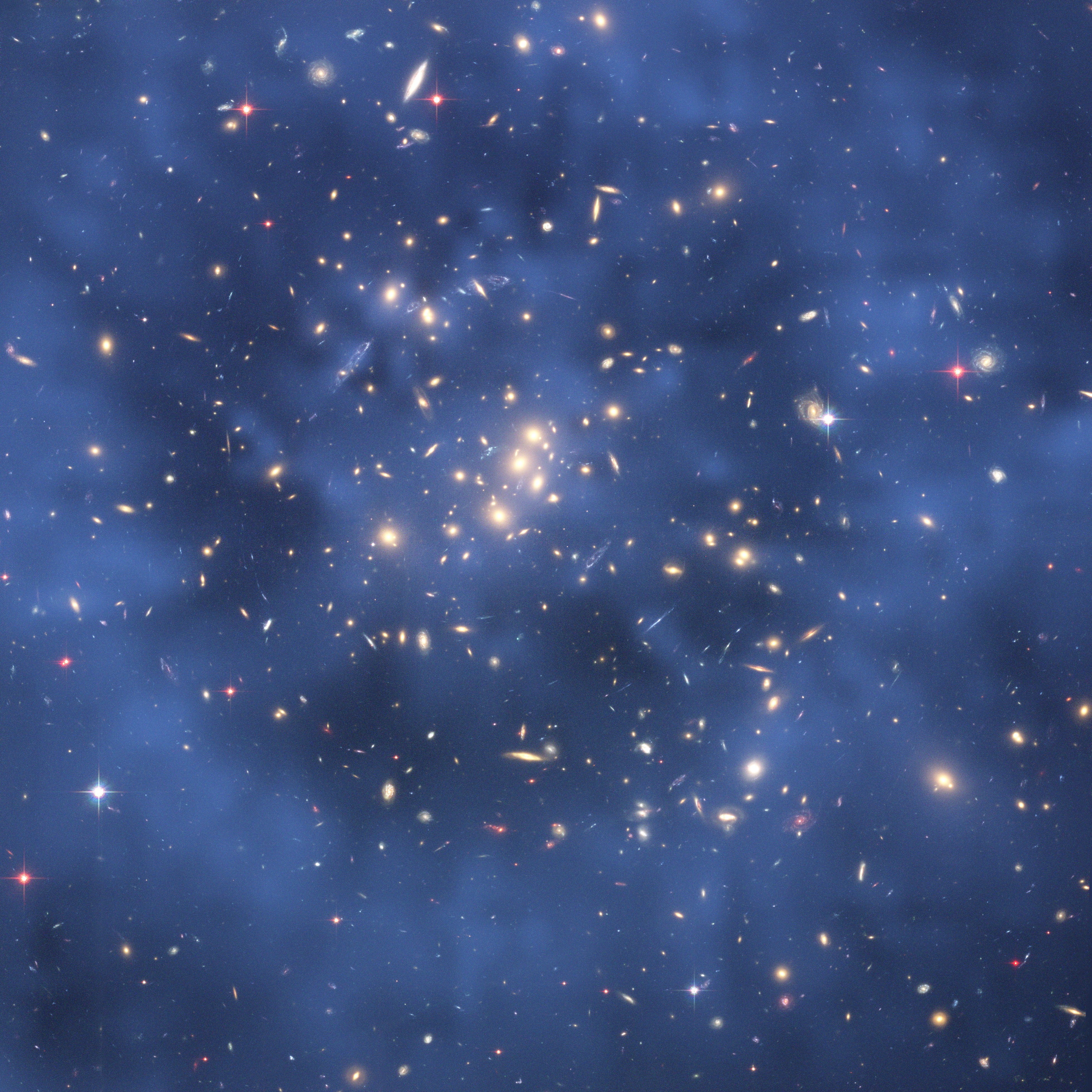
Mappatura della gravità sovraimposta all'immagine di CL0024+17 ripresa dal telescopio spaziale Hubble. Credit: NASA/ESA/HST

La materia oscura non può essere visualizzata in quanto non emette né riflette luce. Gli astronomi possono unicamente rilevarne l'influenza tramite il modo in cui la gravità agisce sulla luce. Studiando la distorsione della luce causata dall'effetto della lente gravitazionale, gli astronomi possono tracciare la distribuzione della materia oscura nell'ammasso. Effettuando la mappatura della materia oscura, gli astronomi hanno rilevato la presenza di un anello di materia oscura nei pressi del centro dell'ammasso (benché questa scoperta sia oggetto di disputa da parte di altri studi indipendenti). La scoperta di questo anello, se confermata, rappresenta un'ulteriore prova a favore dell'esistenza della materia oscura. Le dimensioni dell'anello risultano di 2.6 milioni di anni luce. Un altro dato interessante emerso dagli studi è che l'anello di materia oscura potrebbe essere il risultato di una collisione con un altro ammasso di galassie avvenuto da 1 a 2 miliardi di anni fa. La ricerca al riguardo è stata pubblicata nel 2002 da Oliver Czoske dell'Argeleander-Institut fur Astronomie dell'Università di Bonn ed era basata su osservazioni spettroscopiche della struttura tridimensionale dell'ammasso.